# Yuki Ito
Yuki Ito (伊藤 有希 Itō Yūki?), född 10 maj 1994, är en japansk backhoppare.
Hon debuterade i världscupen vid tävlingar i Hinzenbach i februari 2012. Vid världsmästerskapen 2013 i Val di Fiemme ingick tog hon i det japanska lag som tog guld i den mixade tävlingen i normalbacke.